# Крајмвер
Крајмвер или Криминални софтвер (енгл. Crimeware) је класа малвера дизајнирана посебно за аутоматизацију сајбер криминала.
Криминални софтвер (за разлику од шпијунског и адвера) је дизајниран да изврши крађу идентитета путем инжењеринга социјалних мрежа или технике сакривања, како би се приступило финансијским и малопродајним рачунима корисника рачунара и мобилних уређаја, у сврху узимања средстава са тих рачуна или довршавања неовлашћених трансакција у име сајбер лопова. Крајмвер представља растући проблем у мрежној безбедности јер многе претње злонамерним кодом настоје да украду вредне, поверљиве информације.
Фокус крајмвера се померио са појединаца који развијају сопствене алате на тржиште где се софтвер за сајбер криминал, алати и услуге за илегалне онлајн активности лако могу набавити на онлајн тржиштима. Очекује се да ће се ова тржишта криминалног софтвера проширити, посебно на мобилне уређаје.
Термин криминални софтвер сковао је Дејвид Џеванс у фебруару 2005. године у одговору Радне групе за борбу против фишинга на чланак ФДИЦ-а „Стављање краја крађи идентитета, отимаче налога“.

## Примери
Криминалци користе различите технике за крађу поверљивих података путем софтвера за криминал, укључујући следеће методе:
- Тајна инсталација снимаче притиска на тастере у сврху прикупљања осетљивих података — на пример подаци за пријаву и лозинку за банковне рачуне на мрежи, и пренос података крадљивцу идентитета[4].
- Преусмеравање веб претраживача корисника на лажну веб локацију коју контролише лопов чак и када корисник унесе одговарајуће име домена веб странице у траку за адресу, такође познато као фарминг[5].
- Крађа корисничких имена и лозинки кешираних на систему корисника[6].
- Пресретање корисничких сесија у финансијским институцијама и преусмеравање средстава налога, без знања корисника.
- Омогућавање даљински приступа апликацијама, у сврху провале у мреже у злонамерне сврхе.
- Енкрипција свих података на рачунару и захтевање од корисника да плати откуп да би их се они декриптовали (рансомваре).

## Начини испоруке
Крајмвер се може инсталирати на рачунаре жртава кроз више вектора испоруке, укључујући:
- Рањивост у веб апликацијама. Банкаш.Г Тројанац, на пример, искористио је рањивост Интернет Екплорера да украде лозинке и надгледа унос корисника на веб-пошти и сајтовима за онлајн трговину[7].
- Циљани напади послати преко СМТП-а. Ове претње социјалног инжењеринга често стижу прерушене у валидну е-поруку и укључују специфичне информације о компанији и адресе пошиљаоца. Злонамерни е-маилови користе друштвени инжењеринг да манипулишу корисницима да отворе прилог и изврше корисни садржај.
- Удаљене експлоатације које искоришћавају рањивости на серверима и клијентима[8].

## Опасности
Крајмвер може имати значајан економски утицај због губитка осетљивих и заштићених информација и повезаних финансијских губитака. Једно истраживање процењује да су 2005. године организације изгубиле више од 30 милиона долара због крађе власничких информација. Крађа финансијских или поверљивих информација из корпоративних мрежа често доводи до тога да организације крше регулаторне захтеве владе и индустрије који покушавају да обезбеде финансијске, личне и поверљиве податке.